# Echinospartum
Echinospartum, del griego clasico ἐχῖνος (ekhînos), "erizo", y σπάρτον (spárton), "cuerda", es un género de plantas fanerógamas con 4 especies perteneciente a la familia Fabaceae. Tiene 7 especies descritas y de estas solo 4 aceptadas.

## Taxonomía
El género fue descrito por Jules Pierre Fourreau   y publicado en Annales de la Société Linnéenne de Lyon, sér. 2, 16: 358 (>"Echinosparton"<). 1868.

## Etimología
Echinospartum viene del griego clasico ἐχῖνος (ekhînos), "erizo", y σπάρτον (spárton), "cuerda", por su parecido por las plantas del genero Spartium.

## Especies
- Echinospartum algibicum Talavera& Aparicio
- Echinospartum barnadesii (Graells) Rothm.
- Echinospartum boissieri (Spach) Rothm.
- Echinospartum horridum (Vahl) Rothm. ex Fourr.
- Echinospartum lusitanicum  (L.) Rothm.